# Disparoneura canningi
Disparoneura canningi är en trollsländeart som beskrevs av Fraser 1922. Disparoneura canningi ingår i släktet Disparoneura och familjen Protoneuridae. Inga underarter finns listade i Catalogue of Life.